# Connor Clifton
Connor Clifton (ur. 28 kwietnia 1995 w Long Branch, New Jersey) – amerykański hokeista, gracz ligi NHL, reprezentant Stanów Zjednoczonych.

## Kariera klubowa
- Quinnipiac University (2013 – 17.08.2017)
- Providence Bruins (17.08.2017 – 3.05.2018)
- Boston Bruins (3.05.2018 -
  -  Providence Bruins (2018–2019)

## Kariera reprezentacyjna
- Reprezentant USA na MŚJ U-18 w 2013

## Sukcesy
Reprezentacyjne
- Srebrny medal z reprezentacją USA na MŚJ U-18 w 2013

Klubowe
- Prince of Wales Trophy z zespołem Boston Bruins w sezonie 2018–2019